# Национално знаме на Черна гора
Знамето на Черна гора представлява червено едноцветно знаме със златни ленти по ръбовете и гербът на републиката по средата. Отношението ширина към дължина е 1:2. Провъзгласено е за национално знаме на 12 юли 2004 година с решение на Събранието на Република Черна гора.

## Предишни знамена
Черногорските знамена са били трибагреници с хоризонтално разположени три цвята: червен, син и бял.
По времето на княз и крал Никола Първи Петрович Негош, на черногорския трибагреник се е намирал и гербът на държавата, който е бил еднакъв с този на фамилията Петрович Негош, както и буквите Н. I., които са означавали Никола Първи.
Социалистическото знаме на Черна гора е същият трибагреник като този на Социалистическа Република Сърбия. Представлява традиционният трибагреник с петолъчка по средата.
От 1992 г. до 2004 г. знамето е същото като това на Сърбия с изключение на синия цвят, който е с по-светъл нюанс.
Червеният, синият и белият (панславянските цветове) цвят на черногорското знаме са традиционните сръбски национални цветове.
- 1852 – 1905
- 1905 – 1918
- 1941 – 1944
- 1946 – 1992
- 1992 – 1994
- 1994 – 2004
- 2004-настояще